# Fire Dancer
Fire Dancer é um filme dramático, dirigido pelo afegão-americano Jawed Wassel, lançado em 2002. Foi o primeiro filme afegão a ser inscrito para concorrer ao prêmio Óscar.